# NGC 1107
NGC 1107 is een lensvormig sterrenstelsel in het sterrenbeeld Walvis. Het hemelobject werd op 2 september 1864 ontdekt door de Duitse astronoom Albert Marth.

## Synoniemen
- PGC 10683
- UGC 2307
- MCG 1-8-6
- ZWG 415.13